# M47 (astronomia)
M 47 (noto anche come Messier 47 o NGC 2422) è un ammasso aperto visibile nella costellazione della Poppa. Può essere osservato anche con un binocolo.

## Osservazione

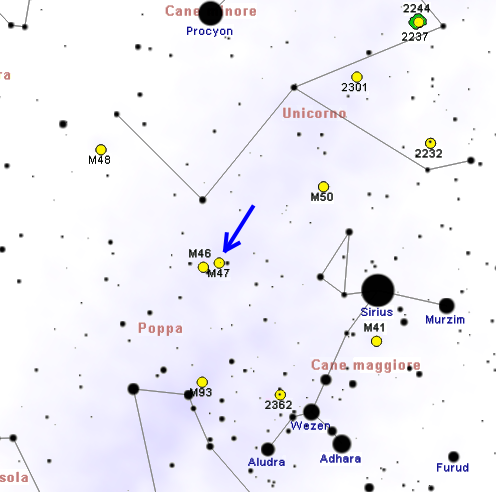
Mappa per individuare M47.

M47 è un brillante ammasso, visibile anche ad occhio nudo; la sua estensione angolare è all'incirca pari a quella della Luna piena. L'oggetto più importante nelle vicinanze di M47 è l'ammasso M46, che si trova circa un grado ad est. Con un buon binocolo i due ammassi sono ben visibili, dando vita ad un magnifico spettacolo; un binocolo è sufficiente per risolverlo completamente in stelle. Poco più a nord si osserva anche un altro ammasso, meno luminoso, NGC 2423.
M47 si trova nell'emisfero celeste australe, ma la sua declinazione è sufficientemente bassa da poter essere osservabile da tutte le aree popolate della Terra; il periodo di osservazione nel cielo serale va da gennaio fino a tutto aprile.

## Storia delle osservazioni
L'ammasso fu scoperto da Giovanni Battista Odierna prima del 1654, ma la sua scoperta è stata attribuita fino al 1985 a Charles Messier che lo individuò soltanto nel 1771.
Messier fece un errore di calcolo nel descrivere la posizione di M47, e quindi per lungo tempo questo fu considerato uno dei cosiddetti oggetti perduti di Messier. Soltanto nel 1934 Oswald Thomas capì che l'oggetto di Messier era lo stesso rappresentato dalla nebulosa NGC 2422.

## Caratteristiche
M47 si trova ad una distanza di 1.600 anni luce dalla Terra ed ha un'età stimata intorno ai 78 milioni di anni. È quindi un ammasso abbastanza giovane, e la sua popolazione stellare è simile a quella delle Pleiadi. Circa 50 stelle si trovano all'interno di questo ammasso, la più brillante è una gigante di tipo B2 di magnitudine 5,7. Nel gruppo si conoscono due stelle arancioni, di magnitudine 7,83 e 7,93 che, se sono membri effettivi dell'ammasso, devono essere 200 volte più luminose del Sole. La densità media dell'ammasso è di 0,62 stelle per parsec cubo, ma nelle regioni centrali questa sale fino a 16. M47 si allontana da noi alla velocità di circa 9,7 km/s.

### Libri
- (EN) Stephen James O'Meara, Deep Sky Companions: The Messier Objects, Cambridge University Press, 1998, ISBN 0-521-55332-6.

### Carte celesti
- Toshimi Taki, Taki's 8.5 Magnitude Star Atlas, su geocities.jp, 2005. URL consultato il 7 novembre 2010 (archiviato dall'url originale il 5 novembre 2018). - Atlante celeste liberamente scaricabile in formato PDF.
- Tirion, Rappaport, Lovi, Uranometria 2000.0 - Volume II - The Southern Hemisphere to +6°, Richmond, Virginia, USA, Willmann-Bell, inc., 1987, ISBN 0-943396-15-8.
- Tirion, Sinnott, Sky Atlas 2000.0 - Second Edition, Cambridge, USA, Cambridge University Press, 1998, ISBN 0-933346-90-5.
- Tirion, The Cambridge Star Atlas 2000.0, 3ª ed., Cambridge, USA, Cambridge University Press, 2001, ISBN 0-521-80084-6.